# Valle del Asón
El valle del Asón es un valle de Cantabria (España).

## Topografía
Destaca  sobre todo por sus escabrosos macizos calizos, que albergan en su interior una extraordinaria riqueza espeleológica, así como majestuosos e interesantes centenarios bosques de hayas, robles y encinas, sin duda los más notables de la zona oriental de Cantabria. Cabe mencionar sus bellos paisajes de montaña a los que se unen los valles con verdes praderías.